# Lycée Amiral-Ronarc'h
Pour les articles homonymes, voir Amiral Ronarc'h.
Le lycée Amiral Ronarc'h est un établissement d'enseignement secondaire français. Il est situé 3 rue Mozart, à Brest. Il faisait anciennement partie du lycée de Brest, établissement créé par décret en 1848, avant la division de ce dernier en 1950.
L’établissement est plus communément appelé « l'Amiral. »

## Histoire

### Lycée de Brest
Le lycée de Brest est fondé par décret le 28 septembre 1948. Il est divisé en 1950 en différentes annexes, dont La Cavale (devenu ensuite l'Amiral Ronarc'h).

### Depuis 1950
Le lycée, premièrement nommé La Cavale, devient l'Amiral Ronarc'h, en mémoire du marin Pierre Alexis Ronarc'h, chef d'état-major de la marine nationale.

## Anciens élèves notables
- Jean-Jacques Urvoas (né en 1959), ministre de la Justice[1].
- Louis Le Roc'h Morgère (né en 1958), conservateur en chef du patrimoine[2].
- Laury Thilleman (né en 1991), miss France 2011

## Les formations spécifiques

### Option internationale du baccalauréat (OIB)
Le lycée propose une section internationale espagnole, donnant accès à l'OIB.
Le lycée Amiral-Ronarc'h prépare au baccalauréat international, et comporte une section européenne depuis 2006. Son enseignement associe le français, l'espagnol et les autres disciplines, en lien avec la Cantabrie.
Ce lycée est en 2021 le seul en France à proposer un enseignement scientifique en espagnol,.

## Équipements
L'absence de clôture de l'établissement semble faire polémique dans les années 1990.